# William Hickey
William Hickey (Brooklyn (New York), 19 september 1927 - New York, 29 juni 1997) was een Amerikaans acteur. Hij is vooral bekend door zijn Oscar genomineerde rol (Oscar voor beste mannelijke bijrol) als 'Don Corrado Prizzi' in de in 1985 door John Huston geregisseerde film Prizzi's Honor.
In zijn laatste jaren speelde Hickey vaak rollen van chagrijnige maar slimme oude mannen zoals Uncle Lewis in National Lampoon's Christmas Vacation.
William Hickey overleed op op 69-jarige leeftijd op 29 juni 1997 aan emfysemen en bronchitis.

## Filmografie

### Film
- A Hatful of Rain (1957) als 'Apples'
- The Boston Strangler (1968) als 'Eugene T. O'Rourke'
- The Producers (1968) als 'de dronkenman'
- Wise Blood (1979) als 'de predikant'
- Little Big Man (1970) als 'de historicus'
- Prizzi's Honor (1985) als 'Don Corrado Prizzi'
- The Name of the Rose (1986) als 'Ubertino di Casale'
- One Crazy Summer (1986) als 'Old Man Beckersted'
- Bright Lights, Big City (1988) als 'Ferret Man'
- Puppet Master (1989) als 'Andre Toulon'
- National Lampoon's Christmas Vacation (1989) als 'oom Lewis'
- Sea of Love (1989) als 'Frank Keller Sr.'
- Tales from the Darkside: The Movie (1990): als 'Drogan'
- My Blue Heaven (1990) als 'Billy Sparrow'
- The Nightmare Before Christmas (1993) stem van 'Doctor Finklestein'
- Twisted (1996) als 'André'
- Mousehunt (1997) als 'Rudolph Smuntz'

### Televisie
- Baby Talk (1991) als 'Mr. Fogarty'
- Between Time and Timbuktu (1972) als 'Stony Stevenson'